# 아이노나이역
아이노나이역(일본어: 相内駅)은 일본 홋카이도 기타미시에 위치한 홋카이도 여객철도 세키호쿠 본선의 철도역이다. 역 번호는 A57이며, 단선 · 섬식의 형태를 합친 2면 2선 구조의 복합 승강장을 갖춘 지상역이다.

## 타는 곳
| 1 | ■ 세키호쿠 본선 | (하행) | 기타미 · 비호로 · 아바시리 방면     |
| 2 | ■ 세키호쿠 본선 | (상행) | 루베시베 · 엔가루 · 아사히카와 방면 |

## 역 주변
- 국도 제39호선
- 기타미 시청 아이노나이 지소

## 역사
- 1912년 11월 18일 : 가미아이노나이역으로서 개업. 일반역.
- 1934년 2월 5일 : 아이노나이역(2대째)으로 개칭. 동시에 아이노나이 역(초대)이 히가시아이노나이 역으로 개칭.
- 1960년경 : 산요 기무라 방부 기타미 공장 조업 개시. 전용선 0.5 km.
- 1969년 10월 1일 : 화물 취급 폐지.
- 시기 불명 : 창구 업무를 민간 위탁화.
- 1984년
  - 2월 1일 : 소화물 취급 폐지.
  - 11월 10일 : 업무 위탁 폐지, 간이 위탁화.
- 1987년 4월 1일 : 일본국유철도 분할 민영화에 의해, 홋카이도 여객철도가 승계.
- 1988년 : 역사 개축.
- 1992년 4월 1일 : 간이 위탁 폐지, 완전 무인화.
- 1997년 4월 1일 : 아이노나이역으로 개칭.

## 인접 역
| 세키호쿠 본선                  | 세키호쿠 본선   | 세키호쿠 본선                      |
| ------------------------------ | --------------- | ---------------------------------- |
| A56 루베시베 신아사히카와 방면 | ■ 세키호쿠 본선 | 히가시아이노나이 A58 아바시리 방면 |